# 劉琰
劉琰（2世紀—234年），字威碩，魯國人。

## 生平
劉琰生于2世纪，有名士風采，擅長高談闊論，又與劉備同宗，故劉備在豫州時就對劉琰十分禮遇，常為劉備賓客，後來被劉備舉任從事之職。劉備攻下益州，以劉琰為固陵太守。後主刘禅登位，封為都鄉侯，次於李嚴，為衛尉中軍師後將軍，再升遷車騎將軍。劉琰無真才實學不知国家政務，手下领兵千余人跟丞相诸葛亮議論國事，其车服饮食極盡奢侈，妻妾数十人（劉禪后妃不過12人），皆能表演声乐，刘琰又尽教她们诵读《鲁灵光殿赋》。
建興十年（232年），與大將魏延不和，因所知有限又自以為是、誇大言詞，受诸葛亮責備。後來諸葛亮不欲劉琰繼續待在北伐陣營裡，遂趕劉琰回成都，劉琰因而失志哀怨。
十二年正月（234年），劉琰妻胡氏按例入宮祝賀太后，太后命令留下胡氏，歷經月餘才回家。由於胡氏長相漂亮，劉琰懷疑留宮數月是被後主看上寵幸，遂命士卒將妻綁縛，又令士卒用鞋掌摑胡氏。胡氏不堪受辱怒告劉琰，劉琰入獄，司法官裁決指出「士兵不是用來打老婆的，臉也不是生來給鞋打的」，便將劉琰斩首弃市。朝廷自此禁止大臣妻母入朝贺庆。

## 三國演義
在三國演義中，在第三國演義第91回、三國演義第92回、三國演義第115回提及劉琰。
主要情節：劉琰妻入宮見皇后（与历史上见的是太后不同），被留宮一個月，劉琰懷疑她和後主有染，派兵士用鞋打她的臉幾十下，幾乎打死了她，後主得知大怒，命令司法官員把劉琰入罪處死。演義暗示後主和劉琰妻有染，指後主行事荒淫，遠君子，親小人。

## 評價
- 陈寿评曰：「刘琰旧仕，咸贵重。览其举措，迹其规矩，招祸取咎，无不自己也。」

## 延伸阅读
[在维基数据编辑]
 《三國志/卷40》，出自陳壽《三國志》

| 官衔                         | 官衔                  | 官衔        |
| ---------------------------- | --------------------- | ----------- |
| 前任： 不明 上一位可考者张飞 | 蜀汉车骑将军 ？—234年 | 繼任： 吳懿 |